# John Mosher
John Mosher est un contrebassiste de jazz et un violoniste classique, compositeur, dont le nom circulait beaucoup dans la baie de San Francisco. 

## Biographie
Sa carrière débute en 1953 et semble se terminer en 1981.
Contrebassiste, violoniste et diplômé de Central High School, John est le fils du leader du groupe ’’Vaudeville’'.  Il déménage en Californie après son service militaire dans les années 1950, où il commencera avec succès à jouer de la contrebasse avec assiduité pour des artistes majors du jazz de cette époque comme Jerry Gray, Brew Moore, Cal Tjader, Earl Hines ("Père") et Jackie Cain & Roy Kral. Le Jazz West Coast est alors en pleine ascension.
Cal Tjader en 1958, recrute le contrebassiste John Mosher pour succéder à Eugene Wright. Il intègre alors cette formation Quartet réunie pour enregistrer l'album « San Francisco Moods », et il lui composera 2 titres pour l'album : 4.« Sigmund Stern Groove » et 8. « Skyline Waltz »
Il fit aussi partie de l'équipe de contrebassistes pour les bandes son de ABC TV et fut un membre régulier du show télévisé de Tennessee Ernie Ford à la fin des années 1950 et dans les premières années de la décennie 1960.
Il sera aussi en 1959, professeur de contrebasse pour le contrebassiste Frank Passantino de Don Alberts Trio qui commence alors juste à jouer.
En 1962, on trouve un groupe nommé le John Mosher’s Trio avec Larry Vuckovich au piano, au club de jazz The “Neve” (initialement intitulé le  “Say When” club où Billie Holiday & Charlie Parker ont joué (à Bush St.).
Il a aussi fait partie de The Little Chicago Syncopators, un ensemble de jazz jouant dans le style authentique traditionnel de La Nouvelle-Orléans et du style de musique jazz de Chicago des années 1920, 1930 et 1940.
John Mosher réussira aussi une carrière de violoniste classique jouant avec des ensembles à cordes dans la région de San Francisco et pour la station de télévision KQED.
Il a aussi appris les rudiments de la contrebasse à Don Maus, contrebassiste du groupe Montango.

## Discographie
On retrouve le son de sa contrebasse sur des enregistrements d'albums de Tjader, Moore, Jackie & Roy et Ernie Ford.

### AvecConley Graves Trio
- 1956 : Prelude & Fuguestella B (EP)
- 1956 : V.I.P. (Very Important Pianist) (Liberty records LRP-3007)
- 1956 : Genius At Work (Decca Records)
- 1956 : Cool and Groovy (BO de Film) (2 titres seulement)
- 1957 : Piano Dynamics (Decca DL 8412)
- 1958 : Rendez-vous In Paris (Decca DEC 8475)

NB: Il ne jouera pas sur l'album Conley At The Keys (Decca DL 8625) de 1959.

### Avec le Brew Moore Quintet
- 1957 : Brew Moore (Fantasy LP 3264, OJC 049)

### AvecCal Tjader
- 1958 : San Francisco Moods (Fantasy Records)

### AvecTennessee Ernie Ford
- 1961 : Songs of the Civil War
- 1964 : Country Hits ~ Feelin' Blue

### Avec Jackie Cain & Roy Kral (Jackie & Roy)
- 1976 : Echoes (Live at the Lighouse) (Jazzed Media Records)
- 2000 : Concerts By The Sea

### AvecHerb Steward
- 1981 : The Three Horns of Herb Steward (Famous Door records)

### AvecBrew Moore
- 2007 : The Kerouac Connection (Giant Steps Records)